# Gogol Bordello
I Gogol Bordello sono un gruppo musicale statunitense del genere gypsy punk, nella cui musica si mescolano reggae, punk, hip hop e musica tradizionale ucraina.
Gli strumenti musicali che usano sono i più diversi, dalla fisarmonica al fiddle, simil-violino, oltre al sax presente in alcuni dischi, il tutto mescolato al cabaret, la scena punk e il dub. Il suono del loro violino è molto energico e veloce, e le performance dal vivo sono rese spettacolari dalle coreografie, dalle due percussioniste e dall'estro del cantante.

## Storia del gruppo
Formatosi in un quartiere di New York nel 1993, sono conosciuti per i loro spettacoli frenetici e teatrali. Molte delle loro canzoni traggono ispirazione dalla musica tzigana, anche perché la maggior parte dei componenti è immigrato dall'Europa orientale, a partire dal loro leader Eugene Hütz, ucraino di origine, allontanatosi dalla repubblica sovietica nel 1986 a causa del disastro di Chernobyl ed approdato a New York nel 1993. Qui conosce Vlad Solofar, Sasha Kazatchkoff ed Eliot Fergusen, quest'ultimo aggiunge una nota rock al suono del gruppo. Successivamente si unisce il violinista Sergej Rjabcev, già direttore teatrale a Mosca e perfetto per dare un'ulteriore dose di bizzarria alla band.
I primi impieghi della band sono di semplice intrattenimento alle feste per i matrimoni di immigrati dall'Est Europa a New York. Il loro vero esordio musicale, un singolo, è stato pubblicato nel 1999, dopo di cui sono stati editi due album, un EP e un terzo disco in collaborazione con Tamir Muskat. Nel 2005 hanno firmato un contratto con la casa discografica punk SideOneDummy Records. Sono stati instancabilmente in tournée in Europa e negli Stati Uniti d'America negli anni precedenti al 2006, ma le date fissate per il 2006 sono state cancellate per un problema fisico a un braccio di un componente. Molti dei concerti in cui hanno suonato non erano personali, ma facevano parte di festival musicali.
Nel 2005 il loro singolo Start wearing purple è stato scelto come colonna sonora dei titoli di coda del film Ogni cosa è illuminata, dal romanzo omonimo di Jonathan Safran Foer, in cui Hütz interpreta uno dei ruoli principali. Il medesimo brano ha anche consentito al gruppo di guadagnarsi una nomination agli MtvU Woodie Awards 2006 nella categoria Left Field Woodie. Nel luglio 2007 è stato pubblicato il loro penultimo album Super Taranta!, contenente 14 canzoni, alcune delle quali sono state suonate durante il relativo tour europeo. Nel 2007, in occasione del Live Earth, Eugene Hutz e Sergey Ryabtsev cantano con Madonna un mashup de La Isla Bonita vs. Lela Pala Tute. L'anno successivo accompagnano la cantante nel suo Sticky & Sweet Tour
Il 6 ottobre 2009 esce il primo album dal vivo del gruppo, Live from Axis Mundi. Il 27 aprile 2010 è stato pubblicato l'album Trans-Continental Hustle e la prima traccia Pala Tute è stata messa in download gratuito dal loro sito. Nel 2012 partecipa nell'album di Goran Bregović, Champagne for Gypsies, cantando due canzoni. Nel febbraio 2013 è stata annunciata la partecipazione del gruppo all'Orion Music and More.

## Influenze
Hütz cita in un'intervista Jimi Hendrix tra le loro influenze in campo musicale, e Nikolai Gogol, di cui portano il nome, tra quelle in campo ideologico da cui un certo surrealismo, oltre a Manu Chao, Fugazi, Kalpakov, Rootsman e i già citati Clash. In un'altra intervista concessa a MtvU.com, gli artisti che maggiormente hanno influenzato la band sono individuati nel gruppo The Stooges, in Sasha Kolpakov e Vladimir Vysockij. Un critico e comico britannico, Phil Jupitus, li ha descritti come i Clash che litigano con i Pogues, nell'est Europa.

## Formazione

### Formazione attuale
- Eugene Hütz, voce e chitarra - Ucraina
- Sergej Rjabcev, seconda voce, violino - Russia
- Pasha Newmer, seconda voce, fisarmonica - Bielorussia
- Michael Bernard Ward, chitarra - USA
- Thomas 'Tommy T' Gobena, basso - Etiopia
- Oliver Francis Charles, batteria - USA
- Elizabeth Chi-Wei Sun, percussioni - Regno Unito, Scozia
- Pedro Erazo, percussioni e seconda voce - Ecuador

### Ex componenti
- Pamela Jintana Racine (Percussioni, Seconda Voce) - USA
- Eliot Ferguson (Batteria, Seconda Voce)
- Karl Alvarez (Basso)
- Rea Mochiach (Basso, Percussioni, Strumenti Elettronici MC, Seconda Voce) - Israele
- Sasha Kazatchkoff (Fisarmonica)
- Vlad Solovar (Chitarra) Romania
- Ori Kaplan - sassofono, (dei Balkan Beat Box con Tamir Muskat), Seconda Voce - Israele
- Susan Donaldson (Percussioni, Seconda Voce)
- James Ward (Fisarmonica) - Scozia
- Andra Ursuta (Percussioni, Seconda Voce) - Romania
- Katheryn McGaffigan (Percussioni, Seconda Voce)
- Chris Tattersall (Batteria, Seconda Voce) - Regno Unito
- Oren Kaplan (Chitarra, Seconda Voce) - Israele (2000-2012)
- Yuri Lemeshev (Fisarmonica, Seconda Voce) - Russia (2001-2013)

## Discografia

### Album in studio
- 1999 - Voi-La Intruder (Rubric Records)
- 2002 - Multi Kontra Culti vs. Irony (Rubric)
- 2004 - Gogol Bordello vs. Tamir Muskat (collaborazione con i membri della Balkan Beat Box sotto il nome Jewish-Ukrainishe Freundenschaft (J.U.F.), Hütz's side-project, Stinky Records)
- 2004 - East Infection (Rubric)
- 2005 - Gypsy Punks: Underdog World Strike (SideOneDummy Records, prodotto da Steve Albini)
- 2007 - Super Taranta! (SideOneDummy)
- 2010 - Trans-Continental Hustle (SideOneDummy)
- 2011 - Моя Цыганиада [My Tsyganiada]
- 2013 - Pura Vida Conspiracy
- 2017 - Seekers and Finders
- 2022 - Solidaritine

### Album dal vivo
- 2009 - Live from Axis Mundi (SideOneDummy)

### Apparizioni in compilation
- 2005 - Warped Tour 2005 Tour Compilation
- 2006 - Warped Tour 2006 Tour Compilation
- 2007 - Warped Tour 2007 Tour Compilation
- 2007 - Think Punk Vol. 1